# دهستان شاخنات
دهستان شاخنات، دهستانی در بخش مرکری شهرستان بیرجند است. مرکز این دهستان روستای گازار است. این دهستان به همراه دهستان شاخن در سال ۱۴۰۰ به بخش ارتقا یافت که با شکایت آقاي حسين آمادي با وكالت آقاي ياسر اعزامي و آقاي محمد رضا جازاري به دیوان عدالت اداری این مصوبه باطل و بخش شاخنات تشکیل نشد.

## جمعیت
جمعیت این دهستان، بر اساس سرشماری سال ۱۳۸۵، بالغ بر ۳۱۰۵ نفر می‌باشد.